# Езофаго-pH-моніторинг

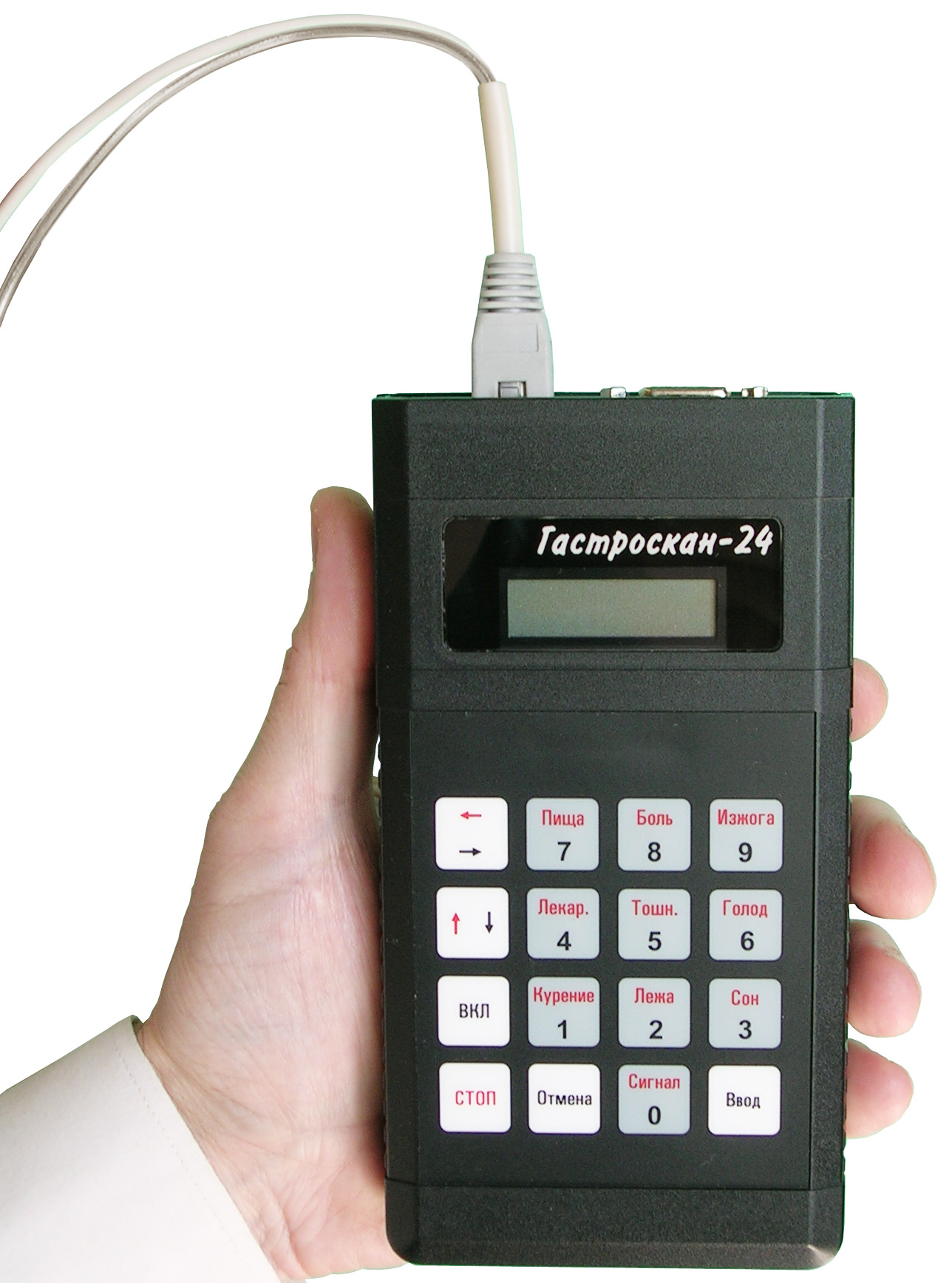
Гастромонітор «Гастроскан-24», що застосовується для езофаго-рН-моніторингу

Езофаго-рН-моніторинг — метод функціонального дослідження стравоходу, який дозволяє визначити наявність або відсутність гастроезофагеального рефлюксу. Вважається «золотим стандартом» діагностики гастро-езофагеальної рефлюксної хвороби[джерело?].
Під час процедури відбувається запис протягом тривалого часу (звичайно 24 годин) кислотності в декількох точках стравоходу і шлунку. Найчастіше запис ведеться у двох точках стравоходу (у тому числі, на відстані 5 см від нижнього стравохідного сфінктера) і в одній точці шлунка.

## Прилади для езофаго-рН-моніторингу
Для проведення езофаго-рН-моніторингу може застосовуються: ацидогастрограф «АГ-1рН-М», розроблений у Вінницькому національному медичному університеті ім. М. І. Пирогова, прилад «Digitapper» фірми Медтронік (англ. Medtronic) (США) або гастромонітор «Гастроскан-24» російського підприємства «Істок-Система» (рос. «Исток-Система»). рН-зонд, у якого є декілька (2 або 3) рН-датчиків, вводиться в стравохід пацієнта через ніс. Іншим кінцем рН-зонд прикріплюється до приладу.

## Капсула «Bravo»

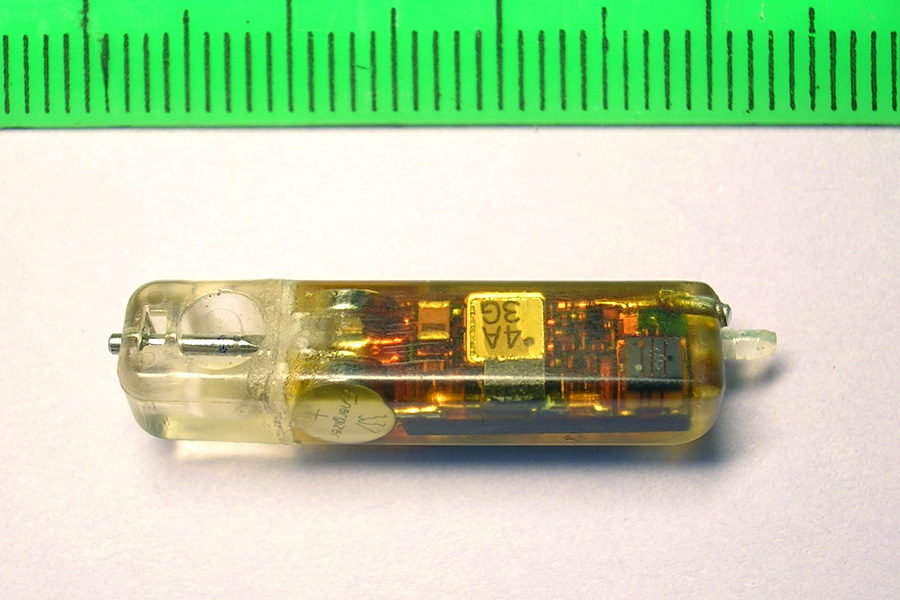
Капсула «Bravo», що використовується для езофаго-рН-моніторинга

Фірма Медтронік розробила спеціальну капсулу «Bravo», яка прикріплюється на епітелій стравоходу людини та передає в протягом однієї або двох діб вимірювану внутришньостравохидню кислотність в прилад, що носить пацієнтом.